# Вестфаль, Дирк
Дирк Вестфаль (нем. Dirk Westphal, род. 31 января 1986 года, Берлин, ФРГ) — немецкий волейболист, доигровщик иранского «Шахрдари» и сборной Германии.

## Биография
Родился в Берлине. Там же с 1996 по 2006 год занимался в спортивной гимназии имени Пьера де Кубертена.
Проходил военную службу в рядах Бундесвера в Нинбурге.
В составе сборной Германии выиграл бронзовые медали чемпионата мира 2014 года в Польше.

## Достижения
Берлин Ресайклинг Воллей:
- Серебряный призёр чемпионата Германии 2007/08

 Кнак Руселаре:
- Чемпион Бельгии 2012/13
- Обладатель кубка Бельгии 2012/13

 Сборная Германии:
- Победитель Евролиги 2009
- Бронзовый призёр чемпионата мира 2014